# 9719 Yakage
9719 Yakage è un asteroide della fascia principale del diametro medio di circa 19,77 km. Scoperto nel 1977, presenta un'orbita caratterizzata da un semiasse maggiore pari a 2,7647303 UA e da un'eccentricità di 0,0436776, inclinata di 5,08508° rispetto all'eclittica.